# Goytacaz FC
Goytacaz Futebol Clube sau simplu Goytacaz, este un club de fotbal din Brazilia, cu sediul în orașul Campos dos Goytacazes, oraș situat în Nordul statului Rio de Janeiro

## Istoria clubului
Clubul a fost fondat la 20 August 1912, după o neînțelegere a unui grup de băieți din clubul Natação e Regatas Campista. Ei s-au simțit depreciați, deoarece o cerere de a folosi o barcă pentru a călători pe râul Paraíba a fost respinsă de club. Au abandonat apoi practica canotajului și au fondat un club de fotbal la casa lui Otto Nogueira.
Mascota clubului este un nativ american din tribul Goytacazes, primii locuitori ai orașului, care sunt și sursa numelui clubului. Cel mai mare rival al lui Goytacaz este Americano. Derby-ul este cunoscut sub numele de Goyta-cano. 

## Palmares
- Campionatul Braziliei Série B:

Locul 2 : 1985
- Campionatul Fluminense: 5

1955, 1963, 1966, 1967, 1978
- Campeonato Carioca Série A2: 2

1982, 2017
- Campeonato Carioca Série B1: 1

2011
- Campeonato da Cidade de Campos: 20

1914, 1920, 1926, 1932, 1933, 1940, 1941, 1942, 1943, 1945, 1948, 1951, 1953, 1955, 1957, 1959, 1960, 1963, 1966, 1978